# Eterno Amor (álbum de Denise Cerqueira)
Eterno Amor é o quarto álbum de estúdio da cantora evangélica Denise Cerqueira, lançado em 1995 pela gravadora Nancel Music com produção musical de Pedro Braconnot.
A música "Eterno Amor" ganhou o Troféu Talento 96 na categoria de "Canção do Ano".
Em 2018, foi considerado o 74º melhor álbum da década de 1990, de acordo com lista publicada pelo Super Gospel.

## Faixas
1. Olha pra mim
2. Eterno amor
3. Meu Deus, Tu estás
4. Dobra o Joelho no Chão
5. Adeus Solidão
6. Tua Presença
7. Criados para o Seu louvor
8. Vem me renovar
9. Tu És meu Deus